# Synoecetes anterior
Synoecetes anterior är en stekelart som först beskrevs av Thomson 1894.  Synoecetes anterior ingår i släktet Synoecetes och familjen brokparasitsteklar. Arten är reproducerande i Sverige. Inga underarter finns listade i Catalogue of Life.